# Welsh Football League First Division
La Welsh Football League First Division, llamada Nathanielcars.co.uk Welsh League First Division, era la liga de fútbol del sur de Gales que conformaba la segunda categoría de fútbol en el país junto a la Cymru Alliance.

## Historia
La liga fue creada en el año 1904 como la liga de primera división de Gales, y también fue conocida como la Rhymney Valley League y Glamorgan League  hasta 1912.
La liga ha cambiado de nombre en varias ocasiones y en el año 1992 pasó a ser una de las dos ligas de segunda categoría por debajo de la Premier League de Gales.
La liga desaparece en el año 2019 para dar paso a la FAW Championship South & Mid como la nueva segunda categoría nacional para los equipos del sur de Gales. La última temporada de la liga será la de 2019/20 como liga de transición de tercera división ya que se tiene previsto que en la temporada 2020/21 la Liga Uno FAW será la nueva tercera división de Gales.

## Sistema de competencia
En la liga participaban 16 equipos de sur de Gales, los cuales se enfrentaban todos contra todos a dos vueltas, en donde el campeón lograba el ascenso a la Premier League de Gales, mientras los dos últimos lugares descendían a la tercera categoría.

## Equipos 2017/18
- Afan Lido
- Briton Ferry Llansawel
- Caerau (Ely)
- Cambrian & Clydach Vale
- Cwmamman United
- Cwmbran Celtic
- Goytre
- Goytre United
- Haverfordwest County
- Llanelli Town
- Monmouth Town
- Pen-y-Bont
- Port Talbot Town
- Taff's Well
- Ton Pentre
- Undy Athletic Football Club

## Ediciones anteriores

### Como Primera División (1904-92)
| Temporada                               | Campeón                                  |                                          |
| --------------------------------------- | ---------------------------------------- | ---------------------------------------- |
| Rhymney Valley League Division 1        |                                          |                                          |
| 1904–05                                 | Aberdare                                 |                                          |
| 1905–06                                 | Rogerstone                               |                                          |
| 1906–07                                 | Cwmaman                                  |                                          |
| 1907–08                                 | Ton Pentre                               |                                          |
| 1908–09                                 | Aberdare                                 |                                          |
| Glamorgan League Division 1             |                                          |                                          |
| 1909–10                                 | Treharris                                |                                          |
| 1910–11                                 | Merthyr Town                             |                                          |
| 1911–12                                 | Aberdare                                 |                                          |
| Welsh Football League Division 1        |                                          |                                          |
| 1912–13                                 | Swansea Town Reserves                    |                                          |
| 1913–14                                 | Llanelli                                 |                                          |
| 1914–15                                 | Ton Pentre                               |                                          |
| 1915–1919                               | No se jugó por la Primera Guerra Mundial | No se jugó por la Primera Guerra Mundial |
| 1919–20                                 | Mid Rhondda                              |                                          |
| 1920–21                                 | Aberdare                                 |                                          |
| 1921–22                                 | Porth                                    |                                          |
| 1922–23                                 | Cardiff City Reserves                    |                                          |
| 1923–24                                 | Pontypridd Town                          |                                          |
| 1924–25                                 | Swansea Town Reserves                    |                                          |
| 1925–26                                 | Swansea Town Reserves                    |                                          |
| 1926–27                                 | Barry Town Reserves                      |                                          |
| 1927–28                                 | Newport County Reserves                  |                                          |
| 1928–29                                 | Cardiff City Reserves                    |                                          |
| 1929–30                                 | Llanelli                                 |                                          |
| 1930–31                                 | Merthyr Town Reserves                    |                                          |
| 1931–32                                 | Lovell's Athletic                        |                                          |
| 1932–33                                 | Llanelli                                 |                                          |
| 1933–34                                 | Swansea Town Reserves                    |                                          |
| 1934–35                                 | Swansea Town Reserves                    |                                          |
| 1935–36                                 | Swansea Town Reserves                    |                                          |
| 1936–37                                 | Newport County Reserves                  |                                          |
| 1937–38                                 | Lovell's Athletic                        |                                          |
| 1938–39                                 | Lovell's Athletic                        |                                          |
| 1939–1945                               | Not played due World War II              | Not played due World War II              |
| 1945–46                                 | Lovell's Athletic                        |                                          |
| 1946–47                                 | Lovell's Athletic                        |                                          |
| 1947–48                                 | Lovell's Athletic                        |                                          |
| 1948–49                                 | Merthyr Town Reserves                    |                                          |
| 1949–50                                 | Merthyr Tydfil Reserves                  |                                          |
| 1950–51                                 | Swansea Town Reserves                    |                                          |
| 1951–52                                 | Merthyr Tydfil Reserves                  |                                          |
| 1952–53                                 | Ebbw Vale                                |                                          |
| 1953–54                                 | Pembroke Borough                         |                                          |
| 1954–55                                 | Newport County Reserves                  |                                          |
| 1955–56                                 | Pembroke Borough                         |                                          |
| 1956–57                                 | Haverfordwest County                     |                                          |
| 1957–58                                 | Ton Pentre                               |                                          |
| 1958–59                                 | Abergavenny Thursdays                    |                                          |
| 1959–60                                 | Abergavenny Thursdays                    |                                          |
| 1960–61                                 | Ton Pentre                               |                                          |
| 1961–62                                 | Swansea Town Reserves                    |                                          |
| 1962–63                                 | Swansea Town Reserves                    |                                          |
| 1963–64                                 | Swansea Town Reserves                    |                                          |
| Welsh Football League Premier Division  |                                          |                                          |
| 1964–65                                 | Swansea Town Reserves                    |                                          |
| 1965–66                                 | Lovell's Athletic                        |                                          |
| 1966–67                                 | Cardiff City Reserves                    |                                          |
| 1967–68                                 | Cardiff City Reserves                    |                                          |
| 1968–69                                 | Bridgend Town                            |                                          |
| 1969–70                                 | Cardiff City Reserves                    |                                          |
| 1970–71                                 | Llanelli                                 |                                          |
| 1971–72                                 | Cardiff City Reserves                    |                                          |
| 1972–73                                 | Bridgend Town                            |                                          |
| 1973–74                                 | Ton Pentre                               |                                          |
| 1974–75                                 | Newport County Reserves                  |                                          |
| 1975–76                                 | Swansea City Reserves                    |                                          |
| 1976–77                                 | Llanelli                                 |                                          |
| 1977–78                                 | Llanelli                                 |                                          |
| 1978–79                                 | Pontllanfraith                           |                                          |
| 1979–80                                 | Newport County Reserves                  |                                          |
| 1980–81                                 | Haverfordwest County                     |                                          |
| 1981–82                                 | Ton Pentre                               |                                          |
| 1982–83                                 | Barry Town                               |                                          |
| Welsh Football League National Division |                                          |                                          |
| 1983–84                                 | Barry Town                               |                                          |
| 1984–85                                 | Barry Town                               |                                          |
| 1985–86                                 | Barry Town                               |                                          |
| 1986–87                                 | Barry Town                               |                                          |
| 1987–88                                 | Ebbw Vale                                |                                          |
| 1988–89                                 | Barry Town                               |                                          |
| 1989–90                                 | Haverfordwest County                     |                                          |
| 1990–91                                 | Abergavenny Thursdays                    |                                          |
| 1991–92                                 | Abergavenny Thursdays                    |                                          |

### Títulos por equipo
| Club                         | Títulos | Años Campeón                                                                                               |
| ---------------------------- | ------- | --- |
| Swansea Town / City Reserves | 12      | 1912–13, 1924–25, 1925–26, 1933–34, 1934–35, 1935–36, 1950–51, 1961–62, 1962–63, 1963–64, 1964–65, 1975–76 |
| Lovell's Athletic            | 7       | 1931–32, 1937–38, 1938–39, 1945–46, 1946–47, 1947–48, 1965–66                                              |
| Barry Town & Reserves        | 7       | 1926–27, 1982–83, 1983–84, 1984–85, 1985–86, 1986–87, 1988–89                                              |
| Cardiff City Reserves        | 6       | 1922–23, 1928–29, 1966–67, 1967–68, 1969–70, 1971–72                                                       |
| Llanelli                     | 6       | 1913–14, 1929–30, 1932–33, 1970–71, 1976–77, 1977–78                                                       |
| Ton Pentre                   | 6       | 1907–08, 1914–15, 1957–58, 1960–61, 1973–74, 1981–82                                                       |
| Newport County Reserves      | 5       | 1927–28, 1936–37, 1954–55, 1974–75, 1979–80                                                                |
| Aberdare                     | 4       | 1904–05, 1908–09, 1911–12, 1920–21                                                                         |
| Abergavenny Thursdays        | 4       | 1958–59, 1959–60, 1990–91, 1991–92                                                                         |
| Merthyr Town & Reserves      | 3       | 1910–11, 1930–31, 1948–49                                                                                  |
| Haverfordwest County         | 3       | 1956–57, 1980–81, 1989–90                                                                                  |
| Merthyr Tydfil Reserves      | 2       | 1949–50, 1951–52                                                                                           |
| Pembroke Borough             | 2       | 1953–54, 1955–56                                                                                           |
| Bridgend Town                | 2       | 1968–69, 1972–73                                                                                           |
| Ebbw Vale                    | 2       | 1952–53, 1987–88                                                                                           |
| Rogerstone                   | 1       | 1905–06 |
| Cwmaman                      | 1       | 1906–07 |
| Treharris                    | 1       | 1909–10 |
| Mid Rhondda                  | 1       | 1919–20 |
| Porth                        | 1       | 1921–22 |
| Pontypridd Town              | 1       | 1923–24 |
| Pontllanfraith               | 1       | 1978–79 |

### Como Segunda División (1992–presente)
| Temporada                        | Campeón               |
| -------------------------------- | --------------------- |
| Welsh Football League Division 1 |                       |
| 1992–93                          | Ton Pentre            |
| 1993–94                          | Barry Town            |
| 1994–95                          | Briton Ferry Athletic |
| 1995–96                          | Carmarthen Town       |
| 1996–97                          | Haverfordwest County  |
| 1997–98                          | Ton Pentre            |
| 1998–99                          | Ton Pentre            |
| 1999–00                          | Ton Pentre            |
| 2000–01                          | Ton Pentre            |
| 2001–02                          | Ton Pentre            |
| 2002–03                          | Bettws                |
| 2003–04                          | Llanelli              |
| 2004–05                          | Ton Pentre            |
| 2005–06                          | Goytre United         |
| 2006–07                          | Neath Athletic        |
| 2007–08                          | Goytre United         |
| 2008–09                          | Aberdare Town         |
| 2009–10                          | Goytre United         |
| 2010–11                          | Bryntirion Athletic   |
| 2011–12                          | Cambrian & Clydach    |
| 2012–13                          | West End              |
| 2013–14                          | Monmouth Town         |
| 2014–15                          | Caerau (Ely)          |
| 2015–16                          | CMU                   |

### Títulos por equipo
| Club                  | Títulos | Años Campeón                                                  |
| --------------------- | ------- | ------------------------------------------------------------- |
| Ton Pentre            | 7       | 1992–93, 1997–98, 1998–99, 1999–00, 2000–01, 2001–02, 2004–05 |
| Goytre United         | 3       | 2005–06, 2007–08, 2009–10                                     |
| Barry Town            | 1       | 1993–94                                                       |
| Briton Ferry Athletic | 1       | 1994–95                                                       |
| Carmarthen Town       | 1       | 1995–96                                                       |
| Haverfordwest County  | 1       | 1996–97                                                       |
| Bettws                | 1       | 2002–03                                                       |
| Llanelli              | 1       | 2003–04                                                       |
| Neath Athletic        | 1       | 2006–07                                                       |
| Aberdare Town         | 1       | 2008–09                                                       |
| Bryntirion Athletic   | 1       | 2010–11                                                       |
| Cambrian & Clydach    | 1       | 2011–12                                                       |
| West End              | 1       | 2012–13                                                       |
| Monmouth Town         | 1       | 2013–14                                                       |
| Caerau (Ely)          | 1       | 2014–15                                                       |
| CMU                   | 1       | 2015-16                                                       |